# Wendelin Strubelt
Wendelin Strubelt (* 5. Dezember 1943 in Königsberg (Preußen)) ist ein deutscher Sozialwissenschaftler.

## Leben
Er studierte Germanistik, Politikwissenschaft und Soziologie an den Universitäten Erlangen, Tübingen und Boulder (University of Colorado Boulder) und Konstanz. Er war von 1970 bis 1972 wissenschaftlicher Angestellter im Fachbereich Politikwissenschaft der Universität Konstanz und von 1973 bis 1976 Hochschullehrer im Studiengang Sozialwissenschaft der Universität Bremen. Nach der Promotion 1976 war er von 1977 bis 1979 Assistenzprofessor Universität Bremen. Von 1978 bis 1980 war er Konrektor der Universität Bremen. 1979 wurde er Professor an der Universität Bremen. Von 1981 bis 1997 war er Direktor und Professor der Bundesforschungsanstalt für Landeskunde und Raumordnung. Seit 1998 war er Vizepräsident und Professor des Bundesamtes für Bauwesen und Raumordnung. 2008 ging er in den Ruhestand.

## Schriften (Auswahl)
- Der Großflughafen München. Politische Verwaltung im Spannungsfeld lokaler und internationaler Verflechtungen. Eine Fallstudie. Königstein im Taunus 1979, ISBN 3-445-01579-1.
- mit Klaus Kauwetter: Soziale Probleme in ausgewählten Neubaugebieten verschiedener Städte der Bundesrepublik Deutschland. Forschungsprojekt BMBau-RS II 1-704102-281 (1980). Bonn 1982, OCLC 45893393.
- als Herausgeber mit Grzegorz Gorzelak: City and region. Papers in honour of Jiri Musil. Opladen 2008, ISBN 978-3-940755-07-0.
- als Herausgeber mit Detlef Briesen: Raumplanung nach 1945. Kontinuitäten und Neuanfänge in der Bundesrepublik Deutschland. Frankfurt am Main 2015, ISBN 3-593-50306-9.